# Тими Хансен
Тими Хансен (дан. Timi Hansen; 28. октобар 1958 — 4. новембар 2019) био је дански музичар. Од 1981. до 1985. свирао је бас-гитару у данском хеви метал бенду Мерсифул фејт, а од 1985. до 1987. у групи Кинг Дајмонд. Августа 2008. је снимио обраду песме „Evil“ од групе Мерсифул фејт за потребе игрице Guitar Hero: Metallica. Хансен има ћерку Емили, која је уз подршку оца почела свирати на бас-гитари. 
Надимак му је Грабер (енгл. Grabber) који је добио захваљујући чињеници да најчешће свира на гитари Gibson G3 Grabber. Надимак му је дао продавац музичке опреме код којег је Хансен куповао гитаре.
Преминуо је 4. новембра 2019. године од последица рака.

## Дискографија

### Мерсифул фејт
- Nuns Have No Fun
- Melissa
- Don't Break the Oath
- Return of the Vampire
- In the Shadows
- The Bell Witch EP

### Кинг Дајмонд
- No Presents for Christmas
- Fatal Portrait
- Abigail
- The Dark Sides